# جامعة أومان التربوية الحكومية
جامعة أومان التربوية الحكومية مؤسسة تعليم عالي أوكرانية، (بالأوكرانية: У́манський держа́вний педагогі́чний університе́т і́мені Павла́ Тичи́ни) هي جامعة تقع في تشيركاسي أوبلاست، أوكرانيا. تأسست هذه الجامعة في سنة 1930